# Johannes Klein

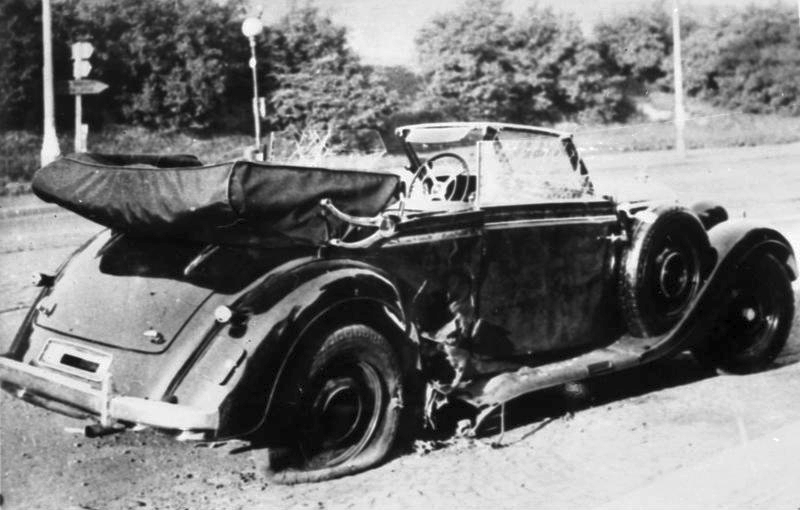
Poškozený vůz Mercedes-Benz W142 Reinharda Heydricha na místě činu.

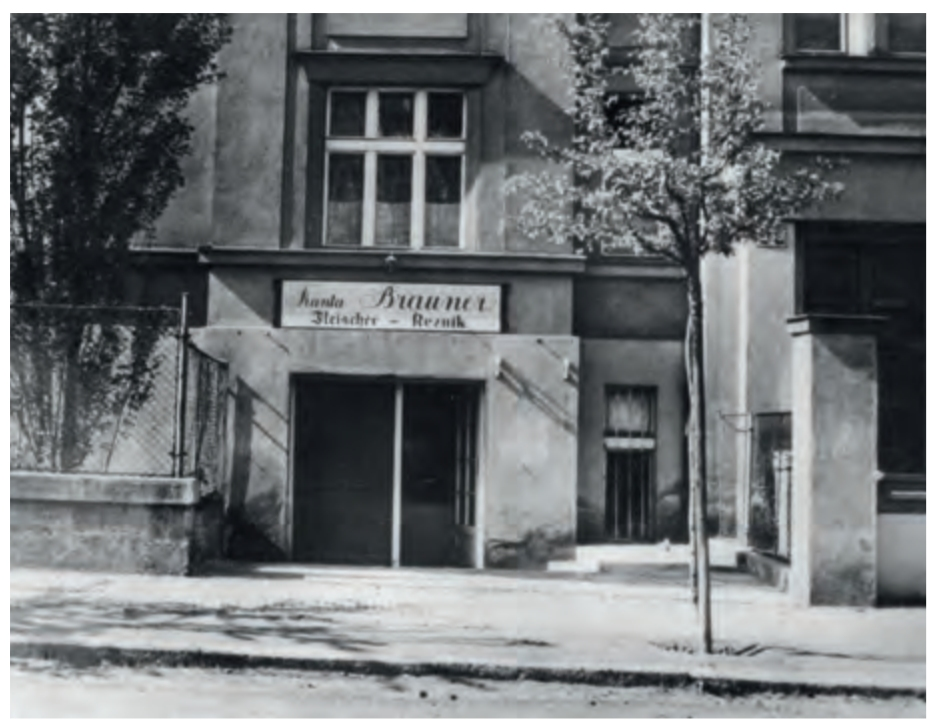
Řeznický krám Františka Braunera na adrese „Na Zápalčí“ 22

Johannes Klein (1912? – 1973) byl původním zaměstnáním topič. Za Protektorátu Čechy a Morava v Praze sloužil v hodnosti SS-Oberscharführera coby osobní strážce a řidič zastupujícího říšského protektora a šéfa RSHA Reinharda Heydricha. V den atentátu 27. května 1942 řídil Heydrichův černý neopancéřovaný vůz Mercedes 320 Cabriolet-B s otevřenou střechou a poznávací značkou SS 3.

## Podrobněji
V okamžiku přepadení uposlechl Johannes Klein rozkaz Reinharda Heydricha k zastavení vozidla. Při zpětné analýze bylo toto hodnoceno jako největší chyba člena ochranky a osobního řidiče. Ačkoliv dostal od nadřízeného pokyn k zastavení, neměl poslechnout, měl naopak sešlápnout plynový pedál a z místa co nejrychleji ujet. To je běžná taktika, jak se v takovýchto situacích mají řidiči chráněných osob zachovat. Ačkoliv Klein atentát přežil, a jeho zranění nebylo takového charakteru, jež by výpovědi bránilo, nebyla nejspíše gestapem právě pro toto zjevné pochybení jeho výpověď písemně zaznamenána (nebo se o tom zápis nedochoval).
Po výbuchu granátu vystoupili Heydrich i Klein z vozidla a oba tasili osobní zbraně. Reinhard Heydrich začal pronásledovat Jana Kubiše, ale při pokusu o střelbu neměla jeho zbraň ráže 7,65 mm zásobník. Proto se vrátil zpět ke kabrioletu, kde si zraněný sedl na sedadlo.
Řidič Johannes Klein se vydal pronásledovat Jozefa Gabčíka. Nebyl ovšem jediným pronásledovatelem, protože předtím donutil povozníka Tomáše Grosslichta, aby atentátníka sledoval. Prchající výsadkář doběhl k řeznickému krámu Františka Braunera, kde se chtěl schovat a kde počítal s tím, že prodejna bude mít i druhý východ (ale ten tam nebyl).
Majitel řeznictví František Brauner (stoupenec nacistů a spolupracovník gestapa) vyběhl z prodejny ven a přivolal řidiče Kleina, jenž vběhl do obchodu. Gabčík, nemaje jiný únik, vyrazil proti Kleinovi a několikrát na něho vystřelil, Klein se sice během přestřelky kryl za jedním z betonových sloupků plotu, ale nakonec se Gabčíkovi podařilo řidiče zneškodnit (postřelit jej do nohy). Klein pak přikázal Braunerovi, aby Gabčíka pronásledoval. Ten ale učinil pouze několik váhavých kroků a Gabčík mezitím zmizel v postranních uličkách.
Za pomoci hostinského Antonína Marka a řidiče Oldřicha Vaška řezník František Brauner dopravil postřeleného Heydrichova řidiče Johannese Kleina do Nemocnice Bulovka a za tento čin obdržel Brauner později od protektorátních úřadů odměnu 200 000 protektorátních korun.
Po operaci, kterou provedl lékař a příslušník SS (slovenský Němec) Arpád Puhalla, byl Klein nucen chodit nějaký čas o holích a postupně se zotavoval v tzv. horním zámečku u K. H. Franka v Panenských Břežanech, později byl Johannes Klein povýšen.
Reinhard Heydrich zemřel 4. června 1942 v nemocnici několik dní po atentátu. Existovala domněnka, že Johannes Klein padl během druhé světové války někde na východní frontě. Johannes Klein po druhé světové válce trestu unikl, stejně jako vyšetřovatel Heydrichovy smrti SS-Sturmführer Heinz Pannwitz. Heydrichův syn Heider Heydrich vypověděl, že když se učil automechanikem, u Johannesa Kleina přímo bydlel. Johannes Klein skonal až dlouho po druhé světové válce jako spokojený důchodce v roce 1973.